# 新潟島

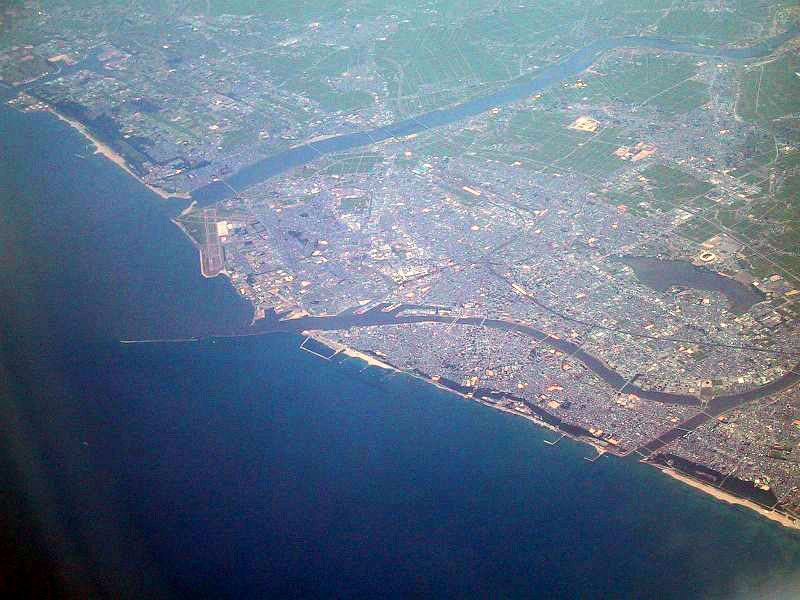
從空中鳥瞰新潟市區。圖中偏下方被水路包圍的陸地即為新潟島。

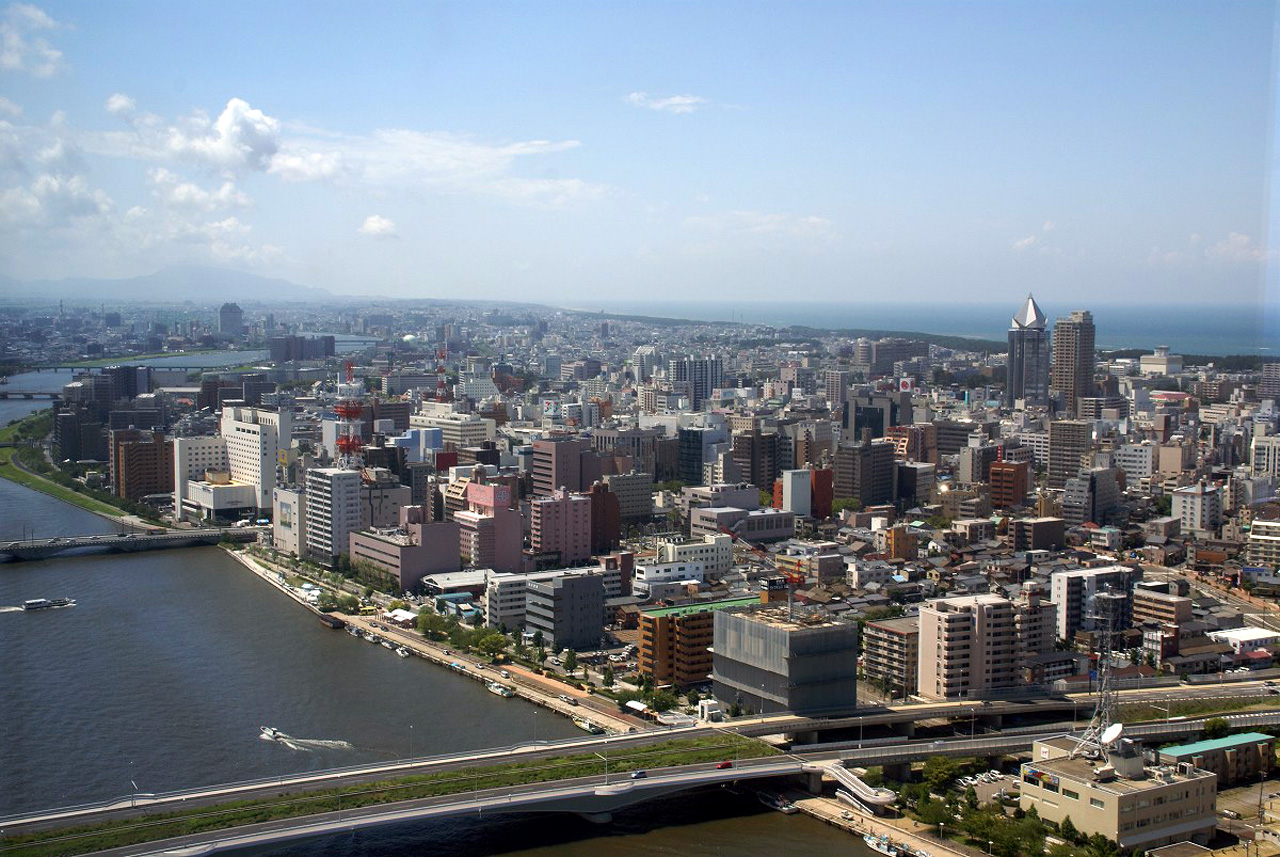
從朱鷺展覽館鳥瞰萬代橋一帶的新潟島市街

新潟島（日语：／ Niigata jima */?）是指日本新潟縣新潟市中央區內由信濃川、關屋分水分洪道及日本海包圍的地區。新潟島位於信濃川左岸接近河口處，原本與本州陸地相連，在1972年因關屋分水的開通完全被水路包圍，因此開始被稱為「島」。新潟島的萬代橋附近地區是新潟市的市中心。現在不僅民間使用，政府單位亦普遍使用新潟島這一名稱。